# 何清园批发城
何清园批发城（英語：Kenanga Wholesale City，简称为KWC），是马来西亚首个服装批发商场。该商场位于吉隆坡市中心半山芭的肯納格路，从吉隆坡金三角至此只需几分钟。
何清园批发城的净出租空间总面积为500,000平方英尺（46,000平方），并拥有800多家批发和零售商店以及精品店，销售一系列时尚相关商品，其中包括女装、男装和儿童服装、配饰、鞋子和皮革制品。

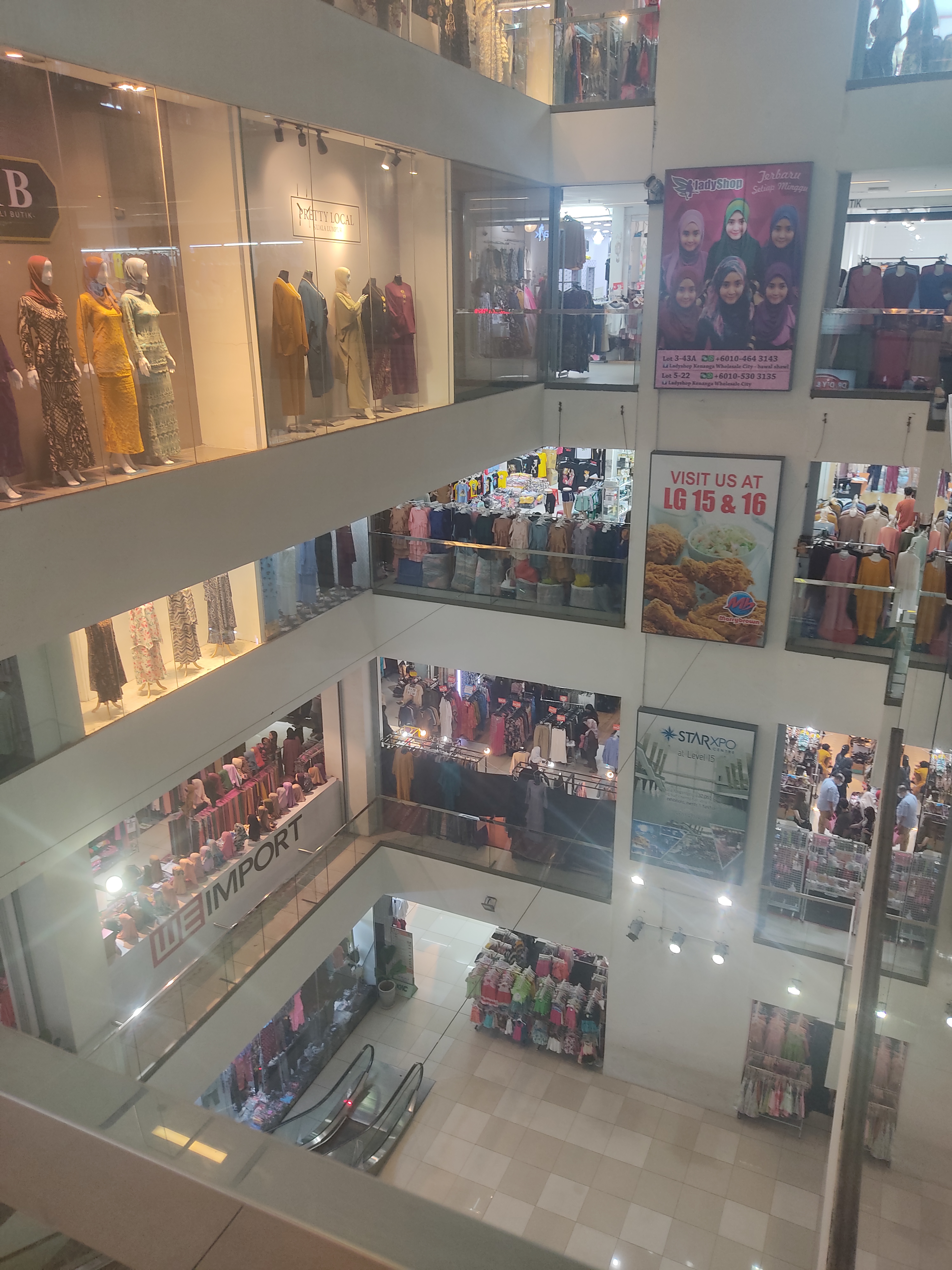
商场内部

Starstage@KWC是一个20,000平方英尺（1,900平方）大的专用音乐厅和活动空间，位于商场的第15层。它曾于2014 年2月作为印度尼西亚流行摇滚乐队Ungu的“Tercipta Untukku”马来西亚演唱会的举办地点，2014年1月韩国演员李光洙的粉丝见面会，2013年6月韩国演员兼歌手李敏镐演唱会，2013年11月的马来西亚国际美食节（MGIF），2013年12月马来西亚TVB星奖以及2012年华语男团Super Junior M的见面会。
何清园批发城也被马来西亚旅游局认可为吉隆坡的必游目的地之一。
何清园批发城于2012年5月26日盛大开幕，韩国巨星乐队Block B、马来西亚摇滚乐队Hujan等娱乐界和时尚界大咖也于当天齐聚一堂。

## 交通
何清园批发城距离汉都亚站不远，可通过步行抵达。